# Serizawa Kamo
Serizawa Kamo (jap. 芹沢 鴨; * 1826 in Serizawa, Mito-han (heute: Tamatsukuri, Namegata, Präfektur Ibaraki); † 30. Oktober 1863) war ein Samurai der Bakumatsu-Zeit und erster Kommandeur der Polizeitruppe Shinsengumi. Sein voller Name lautet Serizawa Kamo Taira no Mitsumoto, wobei Serizawa sein Familienname, Kamo sein Vorname, Taira der Name seines Familienclans und Mitsumoto (光幹) sein formeller Vorname ist. Kamo ist sein selbst gewählter Vorname und bedeutet Gans oder Ente, was für einen Samurai sehr ungewöhnlich ist.

## Biografie

### Familiärer Hintergrund
Die Serizawa waren Landsamurai. Sie stammten aus dem Dorf Serizawa in Mito. Serizawa Kamo wurde als jüngster Sohn mit dem Namen Serizawa Genta geboren. Er hatte zwei ältere Brüder und eine ältere Schwester.
Mito war das Zentrum der „Sonnō-jōi“-Bewegung, deren Anhänger die Rückgewinnung der politischen Macht durch den Tennō unterstützten und Ausländer ablehnten. In diesem Sinne wurde er auch an der staatlichen Kodōkan-Schule in Mito erzogen, wo er seine Schwertkunst trainierte.
Es gibt kein Bild mehr von Serizawa Kamo, aber er soll ein großer Mann mit bleicher Hautfarbe und kleinen Augen gewesen sein. Außerdem soll er einerseits kühn und furchtlos, andererseits sehr egoistisch und aufbrausend gewesen sein, so dass er oft Streit begann. Bei schlechter Laune und vor allem unter Alkoholeinfluss soll er oft ausfallend und brutal geworden sein. Er soll ein starker Trinker gewesen sein. Er war ein Idealist, der die Ideale des Sonnō-Jōi unterstützte und an den Kaiser glaubte, sich aber gleichzeitig auf die Seite der Tokugawa-Shōgunat stellte.
Weniger bekannt ist, dass er sehr gut zeichnen konnte und seine Zeichnungen gern Kindern zeigte.

### Tengu-to
Kamo war Priester eines shintoistischen Tempels, der von der Kimura Familie geführt wurde. Als er die Tochter der Kimuras heiratete, wurde sein Name in Kimura Kenji geändert.
1860 wurde er Mitglied in einer extremen Gruppierung, die sich gegen Ausländer richtete, Tengu-to oder auch Tamazukurisei genannt. Sie zeichnet für die Ermordung des Tairōs Ii Naosuke verantwortlich. Eigentlich war er dafür vorgesehen gewesen an dieser Ermordung teilzunehmen, aber er konnte nicht früh genug vor Ort sein. Bekannt wurde er, als er in die höheren Ränge der Gruppe aufstieg.
Als er 1861 herausfand, dass 3 jüngere Mitglieder die Regeln verletzt hatten, verlor er die Beherrschung. Er befahl ihnen sich in einer Reihe hinzusetzen und köpfte alle drei. Dafür, dass er das ohne Erlaubnis getan hatte, wurde er von der Tengu-to Gruppe inhaftiert.
Als die Machtverhältnisse in Japan sich wieder zu Gunsten des die Tokugawa unterstützenden Parlamentes verlagerten, wurden alle Tengu-to Mitglieder, die bei der Ermordung Iis dabei waren, gefangen genommen. Damals schrieb er ein Gedicht auf einem herausgerissenen Stück Stoff von seiner Kleidung, angeblich mit seinem Blut, wofür er sich in den Zeigefinger gebissen haben soll:
| Japanisch                                                | Transkription                                                             | Übersetzung |
| -------------------------------------------------------- | ------------------------------------------------------------------------- | --- |
| 雪霜 に 色 よく 花 の 魁て 散り ても 後に 匂ほう 梅が 香 | Yukishimo ni Iroyoku hana no Sakigakete Chiritemo nochi ni Niou ume ga ka | Im Schnee und Frost verbleibt die Farbe und gibt immer noch seinen Duft ab, nachdem die Blüten verstreut sind Solches ume ist das Parfum |

Viele waren überrascht, da Kamo nie zuvor sein dichterisches Talent gezeigt hatte.
Als er 1862 entlassen wurde, da das Parlament schwächer wurde und die politischen Machtverhältnisse wieder zu Gunsten der ausländerfeindlichen Gruppierungen standen, änderte er seinen Namen von Kimura Keiji zu Serizawa Kamo. Später schloss er sich dann Kiyokawa Hachirōs Rōshigumi an.

### Rōshigumi/Shinsengumi
Kiyokawa Hachirō behauptete zwar die Rōshigumi gegründet zu haben, um den Shōgun in Kyōto zu beschützen und um sich für militärische Aktionen gegen die westlichen Länder zu rüsten. In Wahrheit jedoch wollte er Leute sammeln, die für den kaiserlichen Hof und nicht für das Parlament kämpfen würden.
Die circa 250 Mitglieder verließen Edo (Tokio) am 26. März 1863 (am 8. Februar nach dem Mondkalender) um nach Kyōto zu marschieren. Nachdem sie dort angekommen waren, verkündete Kiyokawa, dass es nicht in seiner Absicht liege, den Shōgun zu unterstützen. In der daraufhin einsetzenden Meinungsverschiedenheit spaltete sich eine Gruppe von 13 Rōnin ab, zu denen auch Serizawa gehörte, und blieb in Kyōto.
Am 10. März reichten Kondō Isami und Serizawa Kamo, beides Führer ihrer jeweiligen Anhängerschaft unter den verbliebenen Männern, eine Petition an Matsudaira Katamori, dem Daimyō von Aizu und Verantwortlichen für die Sicherheit Kyōtos, ein. Matsudaira Katamori ernannte die Mibu Rōshigumi, wie sie sich daraufhin nannten, zu den „Verteidigern Kyōtos“. Sie waren mit der Aufgabe betraut, den Aizu-Clan und das Shōgunat zu schützen.
Am 18. August 1863 wurde die Rōshigumi dann in Shinsengumi umbenannt.
Serizawa war der Auslöser zahlreicher Vorfälle während seiner Zeit bei der Shinsengumi. Am 18. Juli (am 3. Juni nach dem Mondkalender) befahl der Aizu-Clan der Mibu Rōshigumi nach Osaka zu gehen. Serizawa und seine Leute waren aber trinken gegangen. Später begann er einen Streit mit einem Sumoringer. 25 bis 30 weitere Mitglieder des Sumō-Dōjōs mischten sich ein und Serizawas 10-köpfige Gruppe konnte sich am Ende 10 toter und vieler verletzter Gegner brüsten, während sie selber kaum Verletzungen davongetragen hatten. Dieser Vorfall sprach sich herum und erhöhte den Ruf der Truppe.
Im Juni hatte Serizawa wieder ein Besäufnis mit seiner Gruppe im Shimahara Restaurant. Im betrunkenen Zustand wurde er wütend und zerstörte das ganze Restaurant, das infolgedessen schließen musste.
Am 25. September (13. August nach dem Mondkalender) zerstörte die Gruppe um Serizawa das Stoffgeschäft Yamatoya mit einer Kanone, die ihm der Aizu-Clan gegeben hatte, als dieser ihm kein Geld geben wollte.

### Tod
Niimi Nishiki, zweiter Kommandeur der Shinsengumi, wurde am 19. Oktober (10. September nach dem Mondkalender) wahrscheinlich von Hijikata Toshizō und Yamanami Keisuke dazu gezwungen Seppuku, rituellen Selbstmord, zu begehen. Wahrscheinlich war das der Auslöser für den Plan der Kondō-Anhänger, auch Serizawa aus dem Weg zu räumen.
Als Serizawa, Hirayama und Hirama von dem unfreiwilligen Seppuku erfuhren, konnten sie sich nicht rächen, da sie im August damit begonnen hatten, ihre Anhänger davon zu überzeugen sich auf Kondōs Seite zu stellen.
Es könnte sein, dass Serizawa nichts von den Plänen ihn umzubringen der Kondō-Anhänger gewusst hatte, da es auch die Theorie gibt, dass Niimi von einem Mito Samurai wegen eines Mordes zum Seppuku gezwungen wurde und Kondōs Gruppe nicht involviert gewesen ist.
Entweder am 30. Oktober 1863 (am 10. September nach dem Mondkalender) oder zwei Tage zuvor feierte die Mibu Rōshigumi ein Trinkgelage, bei dem Serizawa, Ōume, die Frau, die bei ihm gelegen hatte und Hirayama umgebracht wurden. Der einzige Überlebende aus Serizawas Gruppe, Hirama, konnte nach Mito fliehen um Serizawa Kamos Familie von dessen Tod informieren. Die Ermordung fand auf Befehl von Matsudaira Katamori statt. Ein paar Monate später, am 4. Februar 1864 (27. Dezember 1863 nach dem Mondkalender) wurde auch Noguchi, der zu Serizawas Gruppe gehörte, bei dem Trinkfest aber nicht anwesend war, dazu gezwungen Seppuku zu begehen.
Zu Serizawas Begräbnis kamen Kondōs Leute, also nunmehr die ganze Shinsengumi, sowie sein älterer Bruder. Sein Grab wurde ein Jahr nach seinem Tod im Mibu-Tempel errichtet und ist auch heute noch dort zu finden.
Details zur Ermordung
Es ist nicht restlos geklärt, wer an der Ermordung Serizawas beteiligt gewesen ist. Die, die dazu offensichtlicherweise gewählt wurden, mussten das Vertrauen Hijikatas und Kondōs gehabt haben sowie für Verschwiegenheit bekannt gewesen sein. Daher waren es wahrscheinlich die Shinsengumi Mitglieder der Kondō-Gruppe Hijikata Toshizō, Okita Sōji und Yamanami Keisuke. Eine andere Möglichkeit wären Hijikata Toshizō, Tōdo Heisuke, Saitō Hajime und Harada Sanosuke. Es ist unwahrscheinlich, dass Kondō selbst dabei gewesen ist, da er nach Serizawas Tod alleiniger Kommandeur werden sollte, seine Teilnahme daher zu riskant gewesen wäre.
Auch das Motiv für die Ermordung ist nicht ganz klar. Es bestehen die folgenden Theorien dazu:
- Sarizawa war zu unbeherrscht und schädigte den Ruf der Shinsengumi, so dass Aizu im geheimen seinen Ermordung zusammen mit Kondō und Hijikata plante.
Das ist die geläufigste Theorie. Es ist durchaus denkbar, dass sowohl Aizu als auch Kondōs meinten, dass sich Serizawa zu viel zu Schulden kommen ließ, dafür, dass die Shinsengumi die Bürger eigentlich beschützen sollte.
- Der Mito-Clan dachte daran, Serizawas Mibu Rōshigumi zu Vorläufern der Sōnno-jōi Bewegung zu machen. Der Aizu-Clan, der sich weniger damit identifizierte und zum Shōgun hielt, hielt das für eine Gefahr und befahl daraufhin die Ermordung.
Diese Theorie ist weniger bekannt. Es könnte sein, dass der Aizu-Clan die Ermordung befohlen hatte, weil Serizawa das Problem, das sich aus einer Ablehnung Mitos und damit aus einem politischen Konflikt zwischen Aizu und Mito, ergeben würde, zu leicht nahm. In Kyōto sorgten bereits Samurai auch Chōshū und Tosa für Unruhen, da konnte Aizu nicht riskieren, dass auch Samurai aus Mito dazukommen.
- Kondō und Hijikata hatten Serizawa dazu benutzt, Beziehungen zu Aizu herzustellen, und nun, da dies geschafft war, wollten sie die Befehlsgewalt an sich reißen.
Es ist sehr wahrscheinlich, dass Kondō und Hijikata Serizawa nicht mochten oder sogar hassten. Es ist unbestritten, dass es Serizawas Bruder gewesen ist, der die Verbindungen zu Aizu unterhielt. Daher könnte die Theorie stimmen, zumal der Aizu-Clan in diesem Fall nichts von der Ermordung gewusst hatte, was zu der Tatsache passen würde, dass man im offiziellen Bericht an Aizu von Serizawas Tod als Folge einer Krankheit spricht.

## In der Literatur
Serizawa wird in den Romanen Moeyo Ken und Shinsengumi Keppūroku von Shiba Ryōtarō erwähnt. Auch in dem Manga Kaze Hikaru ist er dargestellt. Dort ist er als ein fröhlicher Trinker, aber auch als ernst zu nehmender Gegner dargestellt.
| Personendaten    | Personendaten                             |
| ---------------- | ----------------------------------------- |
| NAME             | Serizawa, Kamo                            |
| ALTERNATIVNAMEN  | 芹沢 鴨 (japanisch)                       |
| KURZBESCHREIBUNG | Kommandeur einer japanischen Schutztruppe |
| GEBURTSDATUM     | 1826                                      |
| GEBURTSORT       | Serizawa                                  |
| STERBEDATUM      | 30. Oktober 1863                          |